# Управление делами Президента Российской Федерации
Управление делами Президента Российской Федерации — федеральный орган исполнительной власти (федеральное агентство), организующий и непосредственно осуществляющий материально-техническое, жилищное и хозяйственное обеспечение и социально-бытовое, транспортное, медицинское и санаторно-курортное обслуживание деятельности федеральных органов государственной власти.
Управление делами также организует и непосредственно осуществляет в порядке, установленном законодательством Российской Федерации, финансовое обеспечение деятельности Президента Российской Федерации, Правительства Российской Федерации, Администрации Президента Российской Федерации и Аппарата Правительства Российской Федерации.
Создано 15 ноября 1993 года вместо Главного социально-производственного управления Администрации Президента Российской Федерации (ГСПУ). С августа 1995 года имело статус федерального органа исполнительной власти. С 12 марта 2004 года имеет статус федерального агентства.
Штатная численность федеральных гражданских госслужащих на 2013 год составляла 500 человек.

## Общие положения
Руководство деятельностью Управления делами осуществляет Президент Российской Федерации.
Управление делами осуществляет свою деятельность за счёт средств федерального бюджета, выделяемых на его содержание, а также средств, получаемых в соответствии с законодательством Российской Федерации от управления подведомственными ему организациями и от управления и распоряжения подведомственными ему объектами федеральной собственности, включая имущество, закреплённое за подведомственными организациями.
Средства, получаемые Управлением делами от управления подведомственными ему организациями и от управления и распоряжения подведомственными ему объектами федеральной собственности, включая имущество, закреплённое за подведомственными организациями, не могут быть использованы на оплату труда сотрудников Управления делами. Порядок использования этих средств определяется Управлением делами по согласованию с Министерством финансов Российской Федерации.
Подведомственными Управлению делами организациями являются федеральные государственные унитарные предприятия и федеральные государственные учреждения, включённые в перечень федеральных государственных унитарных предприятий и федеральных государственных учреждений, подведомственных Управлению делами президента Российской Федерации, а также объектов федеральной собственности, управление и распоряжение которыми возложено на Управление делами президента Российской Федерации.
Управление делами является юридическим лицом, имеет бланки и печать с изображением Государственного герба Российской Федерации и со своим наименованием, бюджетный и иные счета (в том числе в иностранной валюте), открываемые по согласованию с Министерством финансов Российской Федерации в установленном законодательством Российской Федерации порядке.
Федеральная собственность, закреплённая за подведомственными Управлению делами федеральными государственными унитарными предприятиями, может быть внесена ими в уставный (складочный) капитал создаваемых (учреждаемых) хозяйственных обществ и товариществ только на основании решения Управления делами.

## Руководство
Управляющие делами Президента Российской Федерации:
- Павел Павлович Бородин (15 ноября 1993 — 10 января 2000 ) — начальник ГСПУ с 20 августа 1993 года
- Владимир Игоревич Кожин (10 января 2000 — 12 мая 2014)
- Александр Сергеевич Колпаков (c 12 мая 2014[5])

Заместители Управляющего делами Президента Российской Федерации:
- Дмитрий Николаевич Вербовой — заместитель — начальник Главного медицинского управления (с 30 октября 2017)
- Ольга Юрьевна Лякина — заместитель (с 22 апреля 2021)
- Ольга Игоревна Сергун — заместитель (с 21 июля 2016)

## Центральный аппарат
- Главное контрольное управление:
  - Контрольный отдел
  - Ревизионный отдел
  - Отдел обеспечения мероприятий внутреннего финансового аудита
  - Отдел контроля в сфере закупок
  - Мобилизационный отдел
- Главное медицинское управление:
  - Отдел организации медицинской помощи
  - Отдел учёта контингента
  - Отдел ведомственного контроля качества и безопасности оказания медицинской помощи
  - Отдел фармацевтической деятельности и медицинской техники
  - Отдел медицинского обеспечения специальных мероприятий, организации скорой медицинской помощи
  - Отдел эксплуатационно-технической деятельности и информатизации
  - Отдел информационно-аналитического и ресурсного обеспечения
  - Отдел санитарно-эпидемиологического надзора
  - Отдел организации санаторно-курортного дела
  - Отдел обеспечения санаторно-курортного лечения
- Главное управление жилищного и социально-бытового обеспечения:
  - Отдел обеспечения мероприятий высших органов государственной власти Российской Федерации и организации командирования
  - Договорной отдел
  - Жилищный отдел
  - Отдел координации деятельности подведомственных организаций
  - Отдел обеспечения организованного отдыха
  - Отдел финансового и производственного планирования
- Главное управление капитального строительства:
  - Отдел управления проектами строительства и контроля
  - Технический отдел
  - Плановый отдел
  - Производственный отдел
  - Договорной отдел
- Главное управление международного сотрудничества:
  - Отдел зарубежной собственности и международного сотрудничества
  - Отдел протокольных мероприятий и обслуживания делегаций
  - Отдел сопровождения хозяйственной деятельности
  - Отдел сопровождения финансовой деятельности
  - Отдел поиска и юридической защиты государственной собственности за рубежом
- Главное управление общественного питания:
  - Отдел организации обслуживания мероприятий и государственных приемов
  - Отдел организации общественного питания
  - Отдел агропромышленного комплекса и торговли
- Главное управление федерального имущества:
  - Отдел учета и ведения реестра федерального имущества
  - Отдел по управлению федеральным имуществом
  - Отдел земельных отношений
  - Отдел имущественных отношений
- Главное эксплуатационное управление:
  - Инженерно-технический отдел по эксплуатации и ремонту
  - Отдел капитального строительства
  - Отдел по организации мероприятий
  - Отдел координации финансово-хозяйственной деятельности учреждений по эксплуатации
- Правовое управление:
  - Отдел правовой экспертизы и договорной работы
  - Отдел внешнего взаимодействия, координации связей и методологии
  - Отдел досудебного производства и судебной защиты
  - Отдел правового обеспечения
- Транспортное управление:
  - Отдел автотранспортного обслуживания
  - Отдел обеспечения спецперевозок
  - Организационно-плановый отдел
- Управление бухгалтерского учёта и отчётности:
  - Отдел учета расходов и отчетности по Администрации Президента Российской Федерации
  - Отдел учета расходов и отчетности по аппаратам полномочных представителей Президента Российской Федерации в федеральных округах
  - Отдел учета расходов и отчетности по аппарату Правительства Российской Федерации
  - Отдел учета расходов и отчетности по Управлению делами Президента Российской Федерации
  - Отдел расчетов по оплате труда
  - Отдел учета валютных операций
  - Отдел материального учета
  - Отдел сводной бухгалтерской отчетности высших органов власти и подведомственных организаций
- Управление информационных и коммуникационных технологий:
  - Отдел защиты информации и системного анализа
  - Отдел информационных технологий и связи
  - Отдел организации и планирования закупок
  - Отдел по связям с общественностью и координации деятельности подведомственных организаций
- Управление кадров и спецработ:
  - Отдел обеспечения государственной службы и противодействия коррупции
  - Отдел спецработ
  - Отдел кадрового обеспечения подведомственных организаций
- Управление материально-технического обеспечения:
  - Отдел обеспечения федеральных органов власти
  - Отдел обеспечения мероприятий и координации деятельности подведомственных организаций
  - Отдел организации и планирования закупок
  - Отдел по работе с образовательными учреждениями
- Управление организационно-документационного обеспечения
  - Отдел документационного обеспечения
  - Отдел организационного обеспечения
- Финансово-экономическое управление
  - Отдел обеспечения сводного бюджета
  - Отдел финансового обеспечения органов власти и неподведомственных организаций
  - Отдел финансового обеспечения подведомственных организаций
  - Отдел финансового обеспечения учреждений здравоохранения
  - Отдел финансового обеспечения отдельных отраслей экономики
  - Отдел экономики и администрирования доходов

## Территориальные органы
- Территориальное управление Управления делами Президента Российской Федерации в Республике Крым (создано 30 апреля 2014 года)[6].

## Подведомственные организации

### Гостиничные комплексы
- Гостиничный комплекс «Президент-Отель» (ФГУП)
- Гостиница «Золотое кольцо» (ФГУП)
- Отель «Балтийская Звезда» и Коттеджи «Консульская Деревня»

### Детские дошкольные и образовательные учреждения
- Детский сад «Волжский утёс» (ФГБДОУ)
- Детский сад «Загорские дали» (ФГБДОУ)
- Детский сад «Сочи» (ФГБДОУ)
- Детский сад общеразвивающего вида «Красные камни» (ФГБДОУ)
- Детский сад развивающего вида «Москва» (ФГБДОУ)
- Центр развития ребёнка — детский сад «Центр реабилитации» (ФГБДОУ)
- Центр развития ребёнка — детский сад «Сосны» (ФГБДОУ)
- Центр развития ребёнка — детский сад № 1 (ФГБДОУ)
- Центр развития ребёнка — детский сад № 2 (ФГБДОУ)
- Центр развития ребёнка — детский сад № 3 (ФГБДОУ)
- Детский сад компенсирующего вида № 43 (ФГБДОУ)
- Центр развития ребёнка — детский сад № 97 (ФГБДОУ)
- Центр развития ребёнка — детский сад № 138 «Теремок» (ФГБДОУ)
- Центр развития ребёнка — детский сад № 1007 (ФГБДОУ)
- Центр развития ребёнка — детский сад № 1387 (ФГБДОУ)
- Центр развития ребёнка — детский сад № 1475 (ФГБДОУ)
- Центр развития ребёнка — детский сад № 1599 (ФГБДОУ)
- Прогимназия «Снегири» (ФГБОУ)
- Средняя общеобразовательная школа № 1699 (ФГБОУ)

### Медицинские и санаторно-курортные учреждения

#### Поликлиники
- Консультативно-диагностический центр с поликлиникой (ФГБУ)
- Поликлиника консультативно-диагностическая (ФГБУ)
- Поликлиника детская (ФГБУ)
- Поликлиника № 1 (ФГБУ)
- Поликлиника № 2 (ФГБУ)
- Поликлиника № 3 (ФГБУ)
- Поликлиника № 4 (ФГБУ)
- Поликлиника № 5 (ФГБУ)

#### Стационары
- Центральная клиническая больница с поликлиникой (ФГБУ)
- Объединенная больница с поликлиникой (ОБП)
- Консультативно-диагностический центр с поликлиникой Управления делами Президента Российской Федерации
- Клиническая больница (ФГБУ)
- Клиническая больница № 1 (Волынская) (ФГБУ)
- Больница с поликлиникой (ФГБУ)
- Центр реабилитации (ФГБУ)

#### Санаторно-курортные учреждения
- Клинический санаторий «Барвиха» (ФГБУ)
- Объединённый санаторий «Подмосковье» (ФГБУ)
- Объединённый санаторий «Русь» (ФГБУ)
- Объединённый санаторий «Сочи» (ФГБУ)
- Санаторий «Волжский утёс» (ФГБУ)
- Санаторий «Дубовая роща» (ФГБУ)
- Санаторий «Загорские дали» (ФГБУ)
- Санаторий «Заря» (ФГБУ)[7]
- Санаторий «Красные камни» (ФГБУ)
- Санаторий «Марьино» (ФГБУ)
- Санаторий «Москва» (ФГБУ)
- Детский оздоровительный пансионат «Россия» (ФГБУ)[8][9]

#### Научные и образовательные учреждения
- ФГБУ ДПО «Центральная государственная медицинская академия» (ФГБУ ДПО ЦГМА)[10]

Создана 1 ноября 1967 года Е. И. Чазовым на основе Четвёртого главного управления при Министерстве здравоохранения СССР как Центральная научно-исследовательская лаборатория, в составе которой было 7 специализированных клиник (гастроэнтерологии, кардиологии, неотложной терапии, общей терапии, психоневрологии, реанимации и анестезиологии, и хирургии). В 1979 году были созданы клиника нефрологии и иммунологии, а также лаборатория эндоскопии. В 1981 году образованы отдел медико-математических исследований и лаборатория лазерной хирургии. В 1984 году создан отдел рентгенологии. В 1985 году была создана клиника участкового врача. В 1986 году на основе лаборатории лазерной хирургии был образован Государственный научный центр лазерной медицины. 14 августа 1991 года Центральная научно-исследовательская лаборатория переименована в Учебно-научный центр, который одновременно стал научно-исследовательским институтом и государственным институтом повышения квалификации. В 2004 году на основе Учебно-научного центра был создан Учебно-научный медицинский центр, в состав которого также была включена Научная медицинская библиотека. В 2007 году в центре была образована кафедра стоматологии и организации стоматологической службы. В 2008 году создана кафедра восстановительной медицины и курортологии, а на основе курсов травматологии и ортопедии, оториноларингологии были созданы кафедры. 13 июля 2015 года Учебно-научный медицинский центр получил название Центральная государственная медицинская академия.
- Медицинский колледж (ФГБОУ)

#### Другие учреждения
- Межбольничная аптека (ФГУП)
- Центр контроля качества лекарственных средств и медицинских измерений (ФГБУ)
- Центр государственного санитарно-эпидемиологического надзора (ФГБУ)
- Центральный архив (ФГБУ)

### Комбинаты питания и магазины
- Комбинат питания «Кремлёвский» (ФГБУ)
- Торговый дом «Кремлёвский» (ФГУП)
- Книжная экспедиция (ФГУП)

### Оздоровительные комплексы
- Детский дом отдыха «Непецино» (ФГБУ)
- Оздоровительный комплекс «Архангельское» (ФГАУ)
- Дом отдыха «Валдай» (ФГБУ)
- Дом отдыха «Планерное» (ФГАУ)
- Оздоровительный комплекс «Снегири» (ФГБУ)
- Дом отдыха «Туапсе» (ФГБУ)
- Оздоровительный комплекс «Шереметьевский» (ФГАУ)
- Оздоровительный комплекс «Клязьма» (ФГАУ)
- Оздоровительный комплекс «Десна» (ФГБУ)
- Оздоровительный комплекс «Бор» (ФГБУ)
- Оздоровительный комплекс «Дагомыс» (ФГАУ)
- Рублёво-Звенигородский ЛОК (ФГБУ)
- Оздоровительный комплекс «Рублёво-Успенский» (ФГАУ)

### Предприятия бытового обслуживания
- Объединённая прачечная (ФГУП)
- Президент-Сервис (ФГУП)

### Строительство
- Дирекция по строительству и реконструкции объектов федеральных государственных органов (ФГУП)
- Дирекция по строительству и реконструкции объектов в Северо-Западном федеральном округе (ФГУП)
- Дирекция по строительству и реконструкции объектов в Дальневосточном федеральном округе (ФГУП)
- Ремонтно-строительное управление (ФГУП)

### Транспорт
- Автотранспортный комбинат (ФГБУ)
- Транспортный комбинат «Россия» (ФГБУ)
- Автобаза № 2 (ФГБУ)
- Специальный лётный отряд «Россия» (ФГБУ)

### Управления по эксплуатации
- Управление по эксплуатации зданий высших органов власти (ФГБУ)
- Управление по эксплуатации жилого фонда (ФГБУ)
- Управление по эксплуатации зданий Федерального Собрания Российской Федерации (ФГБУ)
- Управление по эксплуатации зданий в Северо-Западном федеральном округе (ФГБУ)

### Другие подведомственные учреждения
- Предприятие по управлению собственностью за рубежом (ФГУП)
- Предприятие по поставкам продукции (ФГУП)
- Издательство «Известия» (ФГУП)
- Пресса (ФГУП)
- Президентская библиотека имени Б. Н. Ельцина (ФГБУ)
- Государственный академический хореографический ансамбль «Берёзка» имени Н. С. Надеждиной (ФГБУК)
- Центр «Русские ремёсла» (ФГУП)
- Государственный Кремлёвский дворец (ФГБУК)
- Государственный Кремлёвский оркестр (ФГБУК)
- Центр финансового и правового обеспечения (ФГУП)
- Главный научно-исследовательский вычислительный центр (ФГУП)

## Госорганизации, финансируемые Управделами Президента
- Аппарат Общественной палаты Российской Федерации (ФКУ)
- Государственное учреждение — издательство «Юридическая литература» Администрации Президента Российской Федерации
- Институт законодательства и сравнительного правоведения при Правительстве Российской Федерации (ФГНИУ)
- Исследовательский центр частного права имени С. С. Алексеева при Президенте Российской Федерации (ФГБНУ)
- Финансовый университет при Правительстве Российской Федерации (ФГОБУ ВО)
- Национальный исследовательский университет «Высшая школа экономики» (ФГАОУ ВО)
- Российский институт стратегических исследований (ФГБУ)
- Аналитический центр при Правительстве Российской Федерации (АНО)

## Критика
Бывший генеральный прокурор Юрий Скуратов:

Управление делами Президента сосредоточило в своих руках все хозяйственные функции, начиная от снабжения чиновников бумагой и скрепками и кончая обеспечением их машинами, квартирами и государственными дачами. Раньше такие службы имело каждое учреждение — Совет Министров СССР, Верховный Совет СССР, Кремль. Но указом Ельцина они были объединены в единый орган.<...>Это был орган управления и одновременно хозяйственно-коммунальная структура, и существование этой новой структуры явно противоречило принципу разделения властей. Законом такое совмещение полномочий категорически запрещено: один и тот же орган сам устанавливал правила и порядки, по которым сам же потом и действовал, меняя правила в тех случаях, когда они чем-то не устраивали. С помощью финансово-материального рычага обеспечения нужных людей жильем, дачами, путевками и так далее Управление делами Президента держало под своим контролем и Госдуму, и Совет Федерации, и министерства — всех.— 

## Санкции
Из-за вторжения России на Украину, федеральный орган Управление делами Президента Российской Федерации был внесён в санкционный список Евросоюза.
3 марта 2022 года орган внесён в торговый санкционный список США: согласно правилам экспортного контроля, на все товары, за исключением лекарств и продуктов, требуется получение дополнительной лицензии, при этом действует «политика отказа».
10 марта 2022 года федеральный орган включён в санкционный список Канады «за роль в содействии или поддержке неспровоцированного и неоправданного вторжения президента Путина в Украину».
По аналогичным основаниям Управление делами Президента Российской Федерации находится в санкционных списках Швейцарии, Украины и Японии.